# Darevskia lindholmi
Darevskia lindholmi là một loài thằn lằn trong họ Lacertidae. Loài này được Lantz & Cyrén mô tả khoa học đầu tiên năm 1936.